# Shorts Blowpipe
Il Blowpipe è il primo modello di missile terra-aria britannico portatile, sviluppato dalla Shorts Brothers di Belfast.
La sua progettazione è stata iniziata per dare alla fanteria britannica la possibilità di rispondere agli attacchi di aerei ed elicotteri avversari, nel raggio di alcuni chilometri.
L'arma ha due componenti principali, il missile nel suo tubo di lancio, e il sistema di guida. Quest'ultimo è necessario perché l'arma non è autoguidata con il solito sensore all'infrarosso, ma è radiocomandata dall'operatore a terra.

## Struttura
Il Blowpipe (letteralmente "tubo di stufa", con riferimento al suo aspetto nel tubo di lancio, ma è anche un riferimento ad un tipo di folletto della casa della mitologia irlandese) è costituito da una testata anteriore, con 4 impennaggi a delta in posizione assai avanzata sul corpo dell'arma. Essa contiene i sistemi di guida radio, e attua i comandi con il movimento delle alette.
La sua particolarità è che essa è collegata con la parte posteriore del missile, più grande, tramite cuscinetti a sfera, per cui essa è libera di ruotare rispetto all'altra parte. Questa ha la testata e dietro, un motore a razzo e 4 impennaggi fissi di stabilizzazione.
Il tutto è sigillato in fabbrica dentro un tubo di tipo leggero, che permette di proteggerlo da danni, polvere, umidità. Il contenitore ha anche una batteria termica, antenne e connettori vari. Ma la struttura del contenitore è estremamente singolare, perché le alette anteriori non sono retrattili, a differenza di quelle posteriori, così esso è estremamente largo anteriormente, con un aspetto del tutto particolare.

## Controllo

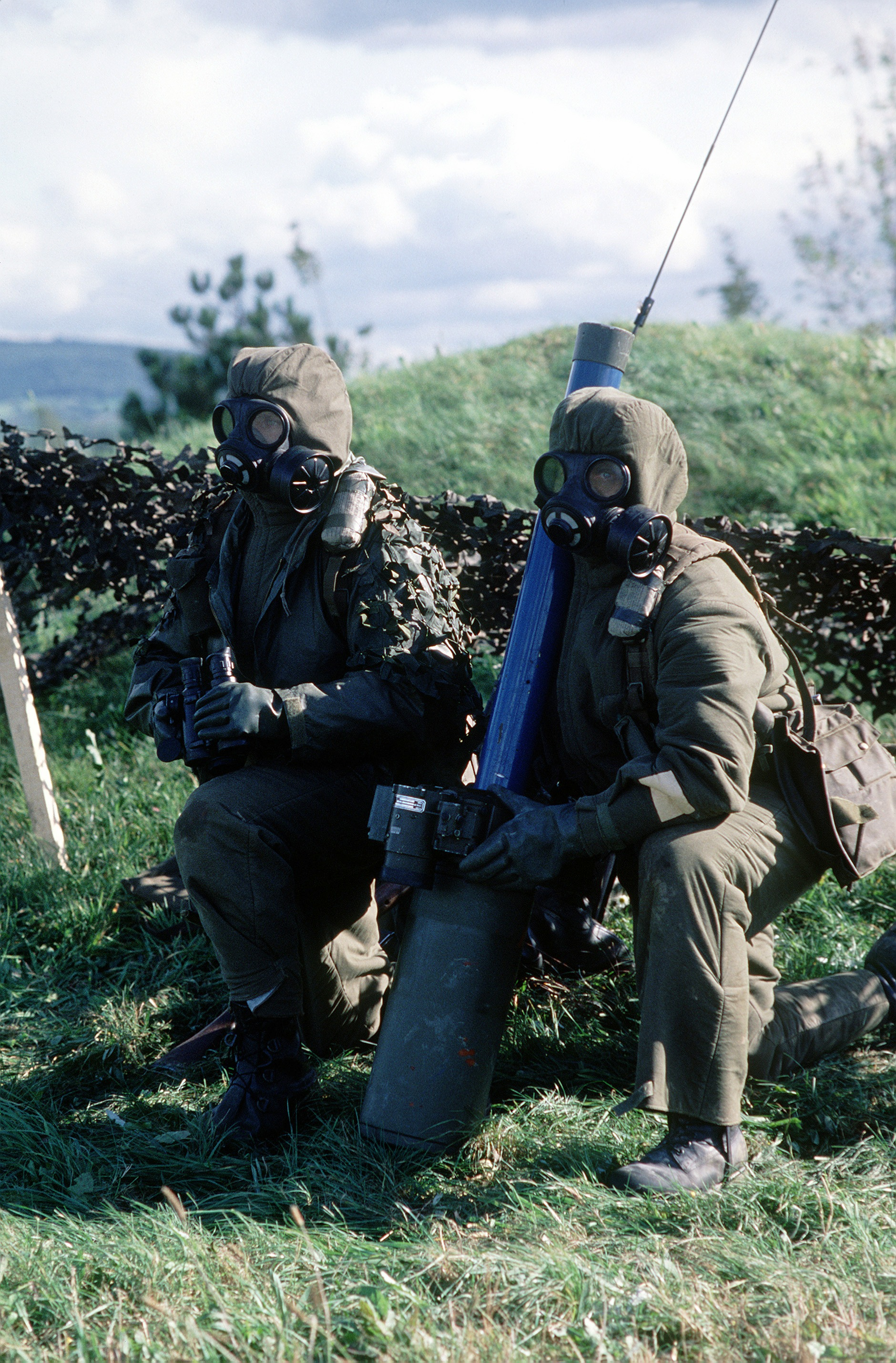
Un'unità canadese armata di Blowpipe, con protezione nucleare, chimica e batteriologica

L'unità di controllo a terra ha una struttura pesante e complessa. Essa è costituita da un'impugnatura a grilletto, un joystick, un mirino e il sistema per cambiare frequenza in caso di necessità.
Esiste anche un mirino e se richiesto, un sistema IFF. Il sistema funziona così: sistemato il missile sul congegno di lancio, impugnato a spalla quest'ultimo, si mira sul bersaglio, cercando di metterlo al centro del mirino, dotato anche di reticolo per valutare la distanza. Quando si toglie la sicura e si aziona il grilletto, il missile parte grazie alla corrente che accende le batterie termiche nel missile.
Prima, la pressione del gas generato fa saltare la copertura anteriore e poi quella posteriore, in metallo laminato, parte quando il missile accelera. Il missile parte grazie ad un motore di primo stadio, che lo porta a distanza di sicurezza dall'operatore, poi si accende il motore principale che lo porta a mach 1,5. Poi l'arma è captata dal sistema di guida automatico all'interno del campo di tiro osservato tramite il reticolo.
A quel punto, però, l'operatore prende il controllo e guida l'arma verso il bersaglio grazie ad un bengala posteriore, con un joystick azionato dal pollice. La testata è a frammentazione, azionata da una spoletta a contatto oppure di prossimità.
L'arma è stata concepita, rispetto ad altri missili portatili, come avente la capacità di intercettare gli attaccanti prima che sgancino le armi.
All'epoca, infatti, non era possibile avere dei sensori IR abbastanza sofisticati da agganciare con affidabilità un aereo frontalmente (e la cosa è rimasta abbastanza vera anche dopo, tecnica a parte). Le armi come il SA-7, il Redeye ed altri sono armi a guida infrarossa e tendono ad acquisire i velivoli da dietro, così spesso non sono in grado di agganciarli prima che essi arrivino sul bersaglio.
Il Blowpipe può agganciare gli aerei prima che lancino le loro armi a corto raggio, almeno in teoria, e l'operatore ha anche un reticolo di mira per cercare di stimare la distanza al meglio, per eseguire il lancio entro il raggio.

## Servizio
Gli utenti sono stati in totale UK (285 sistemi), Ecuador (220), Canada (111), Portogallo (57), Nigeria (48), Emirati Arabi Uniti (20), Malawi (12), Qatar, Argentina, Cile, Thailandia e Oman, con un totale di un migliaio di lanciatori e parecchie migliaia di missili prodotti. Gli inglesi hanno verosimilmente catturato molti missili e lanciatori argentini, identici a quelli inglesi.
In UK, che lo ha comprato dal 1968 in almeno 285 lanciatori e migliaia di missili, è stato assegnato non alla fanteria ma all'artiglieria, trasportato da veicoli Land Rover da 1t con missili di ricarica o da blindati Spartan, anche se poi veniva usato spesso da fanti appiedati.
Questo è accaduto nella Guerra delle Falklands, dove la fanteria appiedata è stata la norma, non l'eccezione. Le armi sono state usate da personale appiedato, soggette a rudi trattamenti e portate dalla truppa specializzata, assieme ad un pesante bagaglio personale.
Il sistema missilistico è stato usato anche per difendere le navi, con un efficace sistema per incrementarne le prestazioni contro gli attacchi aerei argentini, visto che l'armamento di base era in genere assai modesto.
Un impiego, quello navale, che era già stato tentato con un'altra installazione, chiamata SLAM (Submarine Light Aircraft Missile), consistente in un impianto quadruplo sistemato sulla torretta di un sottomarino. Esso serviva per la difesa da elicotteri in caso di combattimento in superficie (cosa che sarebbe servita per lo sfortunato sottomarino Santa Fe, nel 1982), ma nonostante la compattezza dell'installazione, non ha avuto seguito.
La Shorts ha proposto, oltre allo SLAM (pensato dalla Vickers), anche un altro tipo di sistema, un antesignano di apparati come il SADRAL. Questo sistema, per navi di superficie, avrebbe avuto caratteristiche di rispetto: in una massa assai contenuta di 330kg erano alloggiati 10 missili pronti al lancio e un apparato di controllo computerizzato.
Non è chiaro se i sistemi di guida siano stati cambiati, ma probabilmente erano, almeno all'inizio, ancora usati i sistemi con joystick come nel tipo basico, anche se è facile che avrebbero potuto essere sostituiti con i Javelin a suo tempo. La gittata e la velocità sono praticamente identiche a quelle dei sistemi Sea cat, per cui restava il vantaggio dell'autonomia di fuoco, oltre che in generale della maggiore efficienza di un'installazione su affusto multiplo che di tipo tradizionale a spalla.
Anche l'Argentina era tra i non molti utenti del Blowpipe, e si ritiene che essi abbiano abbattuto un Harrier della RAF, mentre le armi britanniche vennero accreditate, con un certo ottimismo, di 9 aerei più due probabili.
L'arma è stata anche fornita ai mujahidin afghani impegnati contro i sovietici, nel tentativo di ridurre la potenza aerea sovietica.
Ma i guerriglieri afghani non sono stati soddisfatti del missile. In realtà, infatti, il Blowpipe è in verità affetto da numerosi limiti di impiego.

## Limiti
Esso può inquadrare i bersagli in ogni aspetto, ma la guida è affidata, nonostante l'acquisizione iniziale automatica nel campo di mira affidata ad un sistema di guida automatizzato, solo in maniera manuale. La cosa è abbastanza strana, perché esiste un sistema di mira automatico ma solo per la fase iniziale. Il pollice dell'operatore deve però fare il resto, manovrando il joystick che trasmette tramite comandi radio i comandi al missile. Questo è da un lato, oltre che capace di ingaggi frontali, anche assai economico, vista l'assenza di sensori eccetto i ricevitori radio.
Ma esso è anche un'arma assai imprecisa, ed esige un tiratore ben addestrato. Nonostante la spoletta di prossimità consenta lo scoppio anche senza impatto diretto, la percentuale di colpi a segno è bassa, e la testata è da 2kg, troppo debole per causare danni letali se non scoppia con impatto diretto.
Sta di fatto che, su almeno 95 missili lanciati dai britannici, le vittorie aeree durante la guerra dell'82, ammontarono a 9 (10% PK), poi ridotte a due, ovvero un Harrier britannico e un MB-339 argentino (1,1% PK per i britannici, forse meglio quella ottenuta dagli argentini). Questo significa che l'arma inglese causò più danno ai britannici che agli argentini, almeno in termini di perdite (eccetto l'effetto dissuasivo contro gli aerei argentini, specie nella difesa delle navi).
Inoltre, il tempo di tiro, 20 secondi, rendeva impossibile seguire bersagli veloci prima che sparissero tra le colline o la foschia (i sensori IR sui missili possono spesso continuare a seguire il bersaglio, essendo più vicini, anche se sparisce all'osservatore), oppure quelli in movimento al traverso rispetto all'osservatore. Di fatto, gran parte delle rivendicazioni sono state fatte contro bersagli lenti o in volo rettilineo.
Col tempo anche l'affidabilità dell'arma si è ridotta di almeno il 33% (nel 1991, su 27 missili canadesi sparati, 9 hanno malfunzionato).
Inoltre il missile e il lanciatore sono nell'insieme decisamente pesanti e ingombranti. I mujahidin non erano convinti che i missili Blowpipe fossero superiori agli SA-7 Grail, e di sicuro non li rimpiansero con l'arrivo degli Stinger. Ancora nel 2003 missili Blowpipe sono stati ritrovati, imballati, in Afghanistan.
Anche i britannici non erano soddisfatti dell'arma, e negli anni '80 arrivarono a schierare una versione migliorata, il Javelin, che aveva una guida automatica sulla linea di mira, finalmente del tutto automatizzata dal lancio all'impatto.